# Allison Beveridge
Allison Beveridge (Calgary, 1º giugno 1993) è un'ex pistard e ciclista su strada canadese, medaglia di bronzo nell'inseguimento a squadre ai Giochi olimpici di Rio de Janeiro 2016.

## Palmarès

### Pista
- 2012

Campionati panamericani, Inseguimento a squadre (con Stephanie Roorda e Laura Brown)
- 2015

Milton International Challenge, Inseguimento a squadre (con Laura Brown, Jasmin Glaesser e Kirsti Lay)
Giochi panamericani, Inseguimento a squadre (con Annie Foreman-Mackey, Kirsti Lay e Stephanie Roorda)
1ª prova Coppa del mondo 2015-2016, Inseguimento a squadre (Cali, con Jasmin Glaesser, Kirsti Lay e Stephanie Roorda)
2ª prova Coppa del mondo 2015-2016, Omnium (Cambridge)
- 2017

Campionati panamericani, Americana (con Stephanie Roorda)
Campionati canadesi, Corsa a punti
Campionati canadesi, Americana (con Jasmin Duehring)
Campionati canadesi, Omnium
3ª prova Coppa del mondo 2017-2018, Inseguimento a squadre (Milton, con Ariane Bonhomme, Annie Foreman-Mackey e Kinley Gibson)
- 2018

Campionati canadesi, Americana (con Stephanie Roorda)
- 2019

Festival of Speed, Omnium
Campionati panamericani (con Ariane Bonhomme, Annie Foreman-Mackey e Georgia Simmerling)

### Strada
- 2017

Campionati canadesi, Prova in linea

## Piazzamenti

### Competizioni mondiali
- Campionati del mondo su pista

Cali 2014 - Inseg. a squadre: 2ª
St-Quentin-en-Yv. 2015 - Inseg. a squadre: 3ª
St-Quentin-en-Yv. 2015 - Scratch: 3ª
Londra 2016 - Inseg. a squadre: 2ª
Londra 2016 - Omnium: 4ª
Apeldoorn 2018 - Inseg. a squadre: 4ª
Pruszków 2019 - Inseg. a squadre: 4ª
Pruszków 2019 - Omnium: 8ª
Pruszków 2019 - Americana: ritirata
Berlino 2020 - Inseg. a squadre: 4ª
Berlino 2020 - Omnium: ritirata
- Campionati del mondo su strada

Copenaghen 2011 - In linea Juniores: ritirata
- Giochi olimpici

Rio de Janeiro 2016 - Inseguimento a squadre: 3ª
Rio de Janeiro 2016 - Omnium: 11ª
Tokyo 2020 - Inseguimento a squadre: 4ª
Tokyo 2020 - Omnium: 9ª

### Competizioni continentali
- Campionati panamericani su pista

La Plata 2012 - Inseguimento a squadre: vincitrice
Città del Messico 2013 - Omnium: 8ª
Aguascalientes 2014 - Inseguimento a squadre: 5ª
Aguascalientes 2014 - Scratch: 14ª
Santiago 2015 - Inseguimento a squadre: 2ª
Santiago 2015 - Scratch: 2ª
Santiago 2015 - Omnium: 2ª
Couva 2017 - Scratch: 3ª
Couva 2017 - Americana: vincitrice
Aguascalientes 2018 - Americana: 2ª
Cochabamba 2019 - Inseg. a squadre: vincitrice
Cochabamba 2019 - Omnium: 2ª
- Campionati panamericani su strada

Zacatecas 2013 - In linea: ritirata
- Giochi panamericani

Toronto 2015 - Inseguimento a squadre: vincitrice
Toronto 2015 - In linea: 3ª